# Климецька сільська рада
Климецька сільська рада — колишній орган місцевого самоврядування у Сколівському районі Львівської області. Адміністративний центр — село Климець.

## Загальні відомості
Климецька сільська рада утворена в 1940 році. Територією ради протікає річка Климчанка.

## Населені пункти
Сільській раді були підпорядковані населені пункти:
- с. Климець

## Склад ради
Рада складалася з 12 депутатів та голови.

### Керівний склад попередніх скликань
| ПІБ                       | Основні відомості                                                                       | Дата обрання | Дата звільнення |
| ------------------------- | --------------------------------------------------------------------------------------- | ------------ | --------------- |
| Коханець Ярослав Іванович | Сільський голова, 1958 р.н., освіта вища, член Всеукраїнського об'єднання «Батьківщина» | 26.03.2006   | 31.10.2010      |
| Коханець Ярослав Іванович | Сільський голова, 1958 р.н., освіта вища, член Всеукраїнського об'єднання «Батьківщина» | 31.10.2010   |                 |

Примітка: таблиця складена за даними джерела

## Населення
Згідно з переписом УРСР 1989 року чисельність наявного населення сільської ради становила 320 осіб, з яких 149 чоловіків та 171 жінка.
За переписом населення України 2001 року в сільській раді мешкало 328 осіб.

### Мова
Розподіл населення за рідною мовою за даними перепису 2001 року:
| Мова       | Відсоток |
| ---------- | -------- |
| українська | 99,71 %  |
| російська  | 0,29 %   |